# Bơi lội tại giải vô địch bơi lội thế giới 2015 - Bơi ngửa 50m nam
Phần thi bơi ngửa 50m nam tại hạng mục bơi của Giải vô địch bơi lội thế giới 2015 được tổ chức vào ngày 8 tháng 8 với vòng loại và bán kết, và vào 9 tháng 8 với vòng chung kết.

## Kỉ lục
Trước cuộc thi, các kỉ lục thế giới và kỉ lục của giải được trình bày ở bảng dưới đây.
| Kỉ lục thế giới | Liam Tancock (GBR) | 24.04 | Rome, Italy | 2 tháng 8 năm 2009 |
| Kỉ lục của giải | Liam Tancock (GBR) | 24.04 | Rome, Italy | 2 tháng 8 năm 2009 |

## Kết quả

### Vòng loại
Vòng loại bắt đầu lúc 09:54.
| Xếp hạng | Nhánh đấu | Làn bơi | Tên vận động viên      | Quốc tịch                            | Thời gian | Ghi chú |
| -------- | --------- | ------- | ---------------------- | ------------------------------------ | --------- | ------- |
| 1        | 5         | 4       | Camille Lacourt        | Pháp                                 | 24.56     | Q       |
| 2        | 5         | 3       | Matt Grevers           | Hoa Kỳ                               | 24.68     | Q       |
| 3        | 6         | 4       | Ben Treffers           | Úc                                   | 24.74     | Q       |
| 4        | 5         | 5       | Mitch Larkin           | Úc                                   | 24.77     | Q       |
| 5        | 6         | 5       | David Plummer          | Hoa Kỳ                               | 24.79     | Q       |
| 6        | 6         | 6       | Liam Tancock           | Anh Quốc                             | 24.91     | Q       |
| 7        | 7         | 5       | Jérémy Stravius        | Pháp                                 | 24.95     | Q       |
| 8        | 7         | 7       | Pavel Sankovich        | Belarus                              | 24.97     | Q       |
| 9        | 7         | 6       | Carl Schwarz           | Đức                                  | 25.12     | Q       |
| 10       | 6         | 2       | Jonatan Kopelev        | Israel                               | 25.14     | Q       |
| 11       | 7         | 2       | Simone Sabbioni        | Ý                                    | 25.21     | Q       |
| 12       | 7         | 3       | Tomasz Polewka         | Ba Lan                               | 25.25     | Q       |
| 13       | 5         | 1       | Grigory Tarasevich     | Nga                                  | 25.27     | Q       |
| 13       | 7         | 4       | Vladimir Morozov       | Nga                                  | 25.27     | Q       |
| 15       | 5         | 7       | Lavrans Solli          | Na Uy                                | 25.28     | Q       |
| 16       | 6         | 3       | Miguel Ortiz-Cañavate  | Tây Ban Nha                          | 25.29     | QSO     |
| 16       | 6         | 1       | Guilherme Guido        | Brasil                               | 25.29     | QSO     |
| 18       | 5         | 6       | Guy Barnea             | Israel                               | 25.31     |         |
| 19       | 5         | 0       | Park Seon-kwan         | Hàn Quốc                             | 25.33     |         |
| 20       | 7         | 8       | Quah Zheng Wen         | Singapore                            | 25.44     |         |
| 21       | 4         | 6       | Ralf Tribuntsov        | Estonia                              | 25.45     |         |
| 22       | 4         | 4       | Robert Glinţă          | România                              | 25.48     |         |
| 23       | 4         | 5       | Masaki Kaneko          | Nhật Bản                             | 25.49     |         |
| 24       | 6         | 8       | Apostolos Christou     | Hy Lạp                               | 25.50     |         |
| 25       | 5         | 2       | Juan Miguel Rando      | Tây Ban Nha                          | 25.54     |         |
| 26       | 6         | 0       | François Heersbrandt   | Bỉ                                   | 25.55     |         |
| 27       | 4         | 1       | Federico Grabich       | Argentina                            | 25.60     |         |
| 28       | 3         | 1       | Alexis Santos          | Bồ Đào Nha                           | 25.70     |         |
| 29       | 7         | 1       | Xu Jiayu               | Trung Quốc                           | 25.71     |         |
| 30       | 5         | 8       | I Gede Siman Sudartawa | Indonesia                            | 25.77     |         |
| 31       | 6         | 7       | Russell Wood           | Canada                               | 25.79     |         |
| 32       | 7         | 0       | Viktar Staselovich     | Belarus                              | 25.85     |         |
| 33       | 4         | 7       | Iskender Baskalov      | Thổ Nhĩ Kỳ                           | 25.94     |         |
| 34       | 4         | 3       | Albert Subirats        | Venezuela                            | 26.07     |         |
| 35       | 4         | 8       | Ryan Pini              | Papua New Guinea                     | 26.11     |         |
| 36       | 7         | 9       | Lê Nguyễn Paul         | Việt Nam                             | 26.14     |         |
| 37       | 5         | 9       | Janis Šaltans          | Latvia                               | 26.19     |         |
| 38       | 4         | 2       | Kasipat Chograthin     | Thái Lan                             | 26.20     |         |
| 39       | 4         | 9       | Omar Pinzón            | Colombia                             | 26.27     |         |
| 40       | 3         | 5       | Mohamed Hussein        | Ai Cập                               | 26.42     |         |
| 40       | 3         | 3       | Daniil Bukin           | Uzbekistan                           | 26.42     |         |
| 42       | 3         | 8       | Jamal Chavoshifar      | Iran                                 | 26.53     |         |
| 43       | 3         | 7       | David McLeod           | Trinidad và Tobago                   | 26.54     |         |
| 44       | 4         | 0       | Charles Hockin         | Paraguay                             | 26.57     |         |
| 45       | 2         | 5       | Merdan Atayev          | Turkmenistan                         | 26.64     |         |
| 46       | 3         | 6       | Martin Zhelev          | Bulgaria                             | 26.66     |         |
| 47       | 3         | 0       | Tern Tern              | Malaysia                             | 26.73     |         |
| 48       | 3         | 4       | Daniel Ramírez         | México                               | 26.84     |         |
| 49       | 2         | 6       | David van der Colff    | Botswana                             | 26.88     |         |
| 50       | 3         | 2       | Riyad Djendouci        | Algérie                              | 27.20     |         |
| 51       | 3         | 9       | Ngou Pok Man           | Ma Cao                               | 27.20     |         |
| 52       | 2         | 3       | Timothy Wynter         | Jamaica                              | 27.21     |         |
| 53       | 2         | 7       | Eisner Barbarena       | Nicaragua                            | 27.35     |         |
| 54       | 2         | 2       | Hamdan Bayusuf         | Kenya                                | 27.74     |         |
| 55       | 2         | 4       | Yaaqoub Al-Saadi       | Các Tiểu vương quốc Ả Rập Thống nhất | 28.04     |         |
| 56       | 2         | 8       | Noah Mascoll-Gomes     | Antigua và Barbuda                   | 28.69     |         |
| 57       | 2         | 1       | Samson Forcados        | Nigeria                              | 28.70     |         |
| 58       | 2         | 9       | Mohammad Ahmed         | Bangladesh                           | 29.10     |         |
| 59       | 2         | 0       | Faraj Saleh            | Bahrain                              | 29.66     |         |
| 60       | 1         | 3       | Adam Allouche          | Liban                                | 29.91     |         |
| 61       | 1         | 4       | Arnold Kisulo          | Uganda                               | 29.98     |         |
| 62       | 1         | 5       | Kerry Ollivierre       | Grenada                              | 30.42     |         |
| 63       | 1         | 6       | Kwesi Jackson          | Ghana                                | 31.08     |         |
| 64       | 1         | 7       | Ramziyor Khorkashov    | Tajikistan                           | 33.15     |         |
| 65       | 1         | 8       | Santisouk Inthavong    | Lào                                  | 33.24     |         |
| 66       | 1         | 2       | Tano Atta              | Bờ Biển Ngà                          | 33.92     |         |
| 67       | 1         | 0       | Ebrahim Al-Maleki      | Yemen                                | 34.19     |         |
| 68       | 1         | 1       | Moris Beale            | Sierra Leone                         | 35.85     |         |
|          | 6         | 9       | Gábor Balog            | Hungary                              |           | DNS     |

#### Vòng bơi thêm
Thông báo của ban tổ chức cho biết sẽ có một vòng bơi thêm tranh suất vào bán kết giữa hai vận động viên người Brazil Guilherme Guido và vận động viên người Tây Ban Nha Miguel Ortiz. Tuy nhiên Guido đã từ chối bơi vòng này, để dành thời gian nghỉ ngơi và tập trung cho phần thi 4 × 100 hỗn hợp tiếp sức.

### Bán kết
Bán kết bắt đầu lúc 18:45 ngày 8 tháng 8.

#### Bán kết 1
| Xếp hạng | Làn bơi | Tên vận động viên     | Quốc tịch   | Thời gian | Ghi chú |
| -------- | ------- | --------------------- | ----------- | --------- | ------- |
| 1        | 4       | Matt Grevers          | Hoa Kỳ      | 24.59     | Q       |
| 2        | 5       | Mitch Larkin          | Úc          | 24.65     | Q       |
| 3        | 3       | Liam Tancock          | Anh Quốc    | 24.75     | Q       |
| 4        | 1       | Vladimir Morozov      | Nga         | 24.77     | Q       |
| 5        | 6       | Pavel Sankovich       | Belarus     | 25.02     |         |
| 6        | 2       | Jonatan Kopelev       | Israel      | 25.04     |         |
| 7        | 7       | Tomasz Polewka        | Ba Lan      | 25.11     |         |
| 8        | 8       | Miguel Ortiz-Cañavate | Tây Ban Nha | 25.19     |         |

#### Bán kết 2
| Xếp hạng | Làn bơi | Tên vận động viên  | Quốc tịch | Thời gian | Ghi chú |
| -------- | ------- | ------------------ | --------- | --------- | ------- |
| 1        | 4       | Camille Lacourt    | Pháp      | 24.27     | Q       |
| 2        | 5       | Ben Treffers       | Úc        | 24.64     | Q       |
| 3        | 3       | David Plummer      | Hoa Kỳ    | 24.82     | Q       |
| 4        | 8       | Lavrans Solli      | Na Uy     | 24.93     | Q       |
| 5        | 6       | Jérémy Stravius    | Pháp      | 24.94     |         |
| 6        | 7       | Simone Sabbioni    | Ý         | 25.05     |         |
| 7        | 2       | Carl Schwarz       | Đức       | 25.20     |         |
| 8        | 1       | Grigory Tarasevich | Nga       | 25.42     |         |

### Chung kết
Chung kết bắt đầu lúc 16:32, ngày 9 tháng 8.

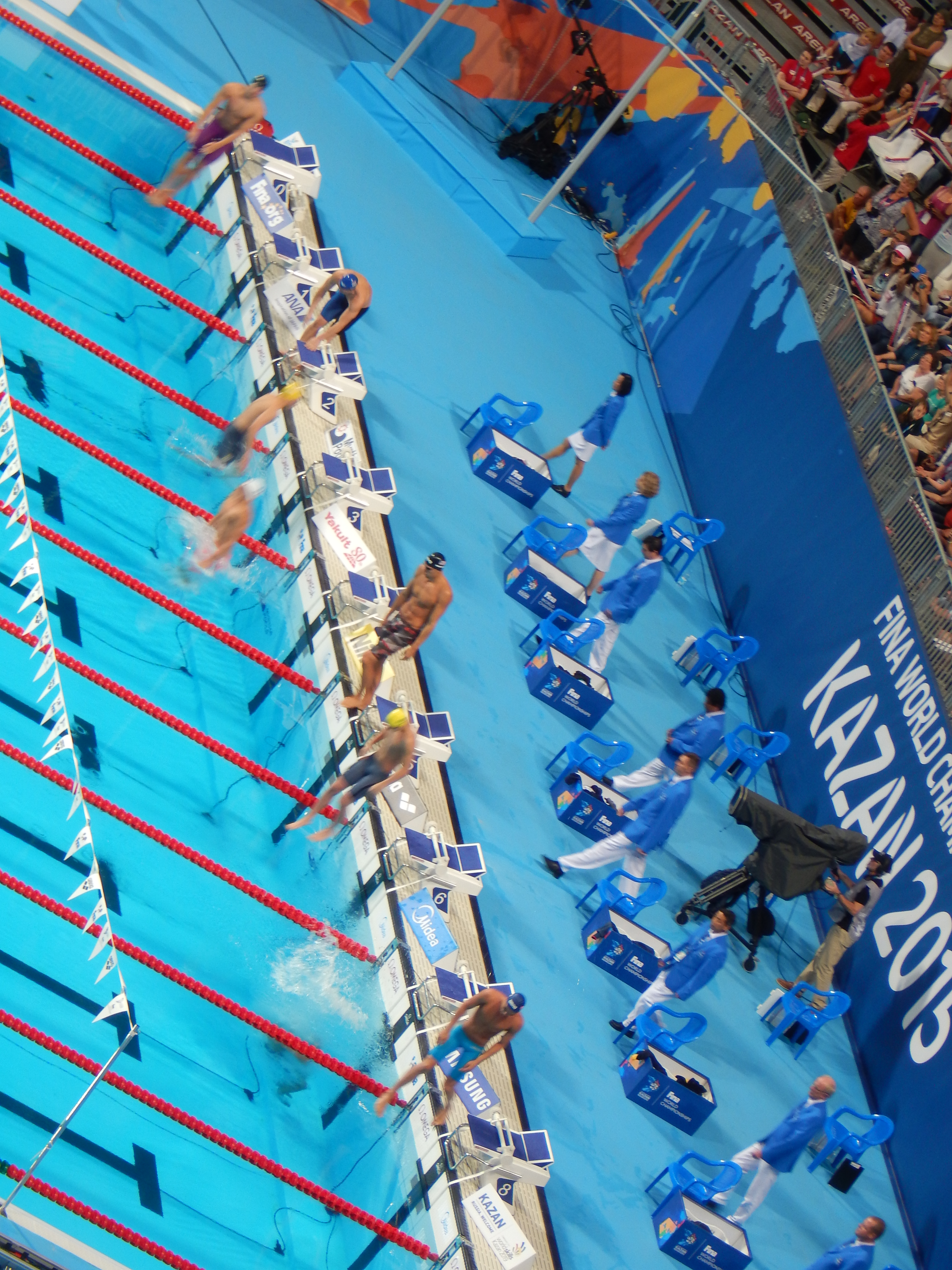
Chung kết

| Xếp hạng | Làn bơi | Tên vận động viên | Quốc tịch | Thời gian | Ghi chú |
| -------- | ------- | ----------------- | --------- | --------- | ------- |
| 1        | 4       | Camille Lacourt   | Pháp      | 24.23     |         |
| 2        | 5       | Matt Grevers      | Hoa Kỳ    | 24.61     |         |
| 3        | 3       | Ben Treffers      | Úc        | 24.69     |         |
| 4        | 6       | Mitch Larkin      | Úc        | 24.70     |         |
| 5        | 7       | Vladimir Morozov  | Nga       | 24.73     |         |
| 6        | 8       | Lavrans Solli     | Na Uy     | 24.84     |         |
| 7        | 2       | Liam Tancock      | Anh Quốc  | 24.88     |         |
| 8        | 1       | David Plummer     | Hoa Kỳ    | 24.95     |         |